# Il Cenerentolo
Il Cenerentolo (Cinderfella) è un film comico del 1960, parodia della classica favola di Cenerentola, diretto da Frank Tashlin e interpretato da Jerry Lewis nella parte del "Cenerentolo". Uscì nelle sale statunitensi il 16 dicembre 1960 distribuito dalla Paramount Pictures.

## Trama
Freddie è un ragazzo buono e onesto che viene maltrattato continuamente dalla matrigna e dai suoi due fratellastri. Un giorno però, il suo Padrino Fatato si adopera per trasformare il maldestro ragazzo in un affascinante scapolo, così da permettergli di conquistare la sua Principessa Azzurra.

## Produzione
Il Cenerentolo venne girato tra il 19 ottobre e il 15 dicembre del 1959.

## Curiosità
Nella scena del ballo, quando Lewis arriva nel salone, c'è una ripresa di Jerry che sale velocemente una scalinata. Lewis salì la scala in appena 7 secondi e arrivato in cima, collassò al tappeto. Immediatamente fu portato all'ospedale dove venne tenuto sotto una tenda a ossigeno per quattro giorni interi. Tutto questo ritardò le riprese del film di circa due settimane.

## Distribuzione

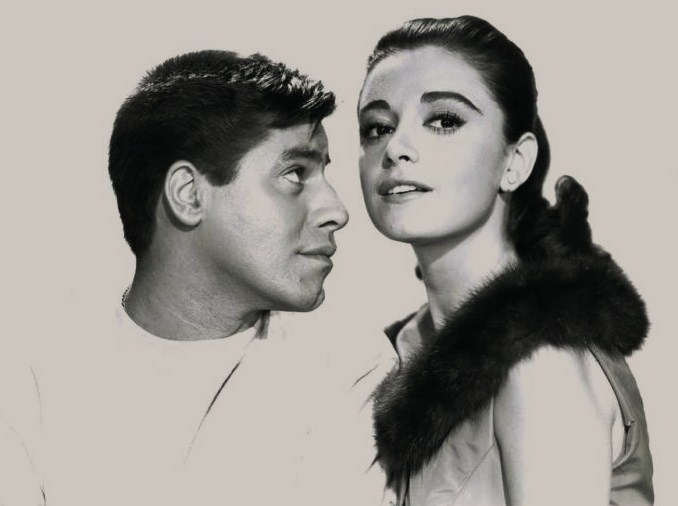
Lewis e Anna Maria Alberghetti

Jerry Lewis in una scena

La Paramount avrebbe voluto far uscire il film durante l'estate, ma Lewis lo considerava un film per famiglie e volle che la sua uscita fosse posticipata al Natale successivo. L'unico modo per far accettare allo studio fu la promessa di Lewis di produrre velocemente una nuova pellicola da fare uscire in estate. Lewis accettò e scrisse, produsse e diresse Ragazzo tuttofare in quattro settimane nel febbraio 1960, mentre si esibiva in alcune serate al night club del Fountainbleau Hotel di Miami Beach. Il film uscì il 20 luglio 1960.

## Colonna sonora
L'album della colonna sonora del film venne pubblicato dalla DOT Records (DLP 38001).

### Tracce
1. Overture (arrangiata e diretta da Walter Scharf)
2. Let Me Be a People (Jerry Lewis)
3. Ticka-Dee (Jerry Lewis)
4. I'm Part of a Family (Jerry Lewis)
5. Turn It On (Jerry Lewis & Coro)
6. We're Going To the Ball (Salli Terri, Bill Lee & Max Smith)
7. Somebody (Jerry Lewis)
8. The Princess Waltz (Jerry Lewis, Loulie Jean Norman & Coro)
9. Turn It On (reprise) (Jerry Lewis, Del Moore & Coro)

## Doppiaggio italiano
Il film fu doppiato in Italia dalla CDC l'anno seguente rispetto all'uscita americana, ricorrendo alla voce di Carlo Romano su Jerry Lewis ed avvalendosi di altri interpreti quali Vinicio Sofia (Ed Wynn), Wanda Tettoni (Judith Anderson), Gualtiero De Angelis (Henry Silva), Giuseppe Rinaldi (Robert Hutton), Maria Pia Di Meo (Anna Maria Alberghetti) e Fiorella Betti (Nola Thorp). Negli anni ottanta/novanta il film è stato ridoppiato, ma oggi circola nuovamente con il suo doppiaggio d'epoca, sia in televisione che in home video.

## Adattamento a fumetti
In Italia il film ebbe anche un adattamento a fumetti pubblicato nel 1961 su il Vittorioso con testi di Pietro Salvatico e disegni di Antonio Sciotti.